# Pelter Glacier
Pelter Glacier är en glaciär i Antarktis. Den ligger i Västantarktis. Inget land gör anspråk på området. Pelter Glacier ligger 231 meter över havet.
Terrängen runt Pelter Glacier är kuperad åt nordost, men åt sydväst är den platt. Terrängen runt Pelter Glacier sluttar österut. Trakten är obefolkad. Det finns inga samhällen i närheten.